# ISU Junior Grand Prix w łyżwiarstwie figurowym 2014/2015
ISU Junior Grand Prix w łyżwiarstwie figurowym 2014/2015 – 18. edycja zawodów w łyżwiarstwie figurowym w kategorii juniorów. Zawodnicy podczas tego sezonu wystąpili w siedmiu zawodach tego cyklu rozgrywek. Rywalizacja rozpoczęła się w Courchevel 20 sierpnia, a zakończyła się finałem JGP w Zagrzebiu, który odbył się w dniach 11–14 grudnia 2014 roku.

## Kalendarium zawodów
| Lp. | Data                   | Miejsce    | Zawody                  | Źr. |
| --- | ---------------------- | ---------- | ----------------------- | --- |
| 1   | 20–24 sierpnia 2014    | Courchevel | JGP we Francji          |     |
| 2   | 27–31 sierpnia 2014    | Lublana    | JGP w Słowenii          |     |
| 3   | 3–7 września 2014      | Ostrawa    | JGP w Czechach          |     |
| 4   | 10–14 września 2014    | Aichi      | JGP w Japonii           |     |
| 5   | 24–28 września 2014    | Tallinn    | JGP w Estonii           |     |
| 6   | 1–5 października 2014  | Drezno     | JGP w Niemczech         |     |
| 7   | 8–12 października 2014 | Zagrzeb    | JGP w Chorwacji         |     |
| 8   | 11–14 grudnia 2014     | Barcelona  | Finał Junior Grand Prix |     |

## Medaliści

### Soliści
| Zawody    | 1. miejsce        | 2. miejsce        | 3. miejsce        | Źr.   |
| --------- | ----------------- | ----------------- | ----------------- | ----- |
| Francja   | Lee June-hyoung   | Sōta Yamamoto     | Aleksandr Samarin | [ 1 ] |
| Słowenia  | Jin Boyang        | Aleksandr Pietrow | Dmitrij Alijew    | [ 2 ] |
| Czechy    | Roman Sadovsky    | Aleksandr Samarin | Sei Kawahara      | [ 3 ] |
| Japonia   | Jin Boyang        | Shōma Uno         | Dmitrij Alijew    | [ 4 ] |
| Estonia   | Aleksandr Pietrow | Sōta Yamamoto     | Zhang He          | [ 5 ] |
| Niemcy    | Andriej Łazukin   | Zhang He          | Jarosław Paniot   | [ 6 ] |
| Chorwacja | Shōma Uno         | Nathan Chen       | Lee June-hyoung   | [ 7 ] |
| Finał JGP | Shōma Uno         | Sōta Yamamoto     | Aleksandr Pietrow | [ 8 ] |

### Solistki
| Zawody    | 1. miejsce              | 2. miejsce            | 3. miejsce            | Źr.    |
| --------- | ----------------------- | --------------------- | --------------------- | ------ |
| Francja   | Jewgienija Miedwiediewa | Rin Nitaya            | Amber Glenn           | [ 9 ]  |
| Słowenia  | Sierafima Sachanowicz   | Yuka Nagai            | Leah Keiser           | [ 10 ] |
| Czechy    | Jewgienija Miedwiediewa | Wakaba Higuchi        | Karen Chen            | [ 11 ] |
| Japonia   | Sierafima Sachanowicz   | Yuka Nagai            | Elizabet Tursynbajewa | [ 12 ] |
| Estonia   | Miyu Nakashio           | Marija Sotskowa       | Ałsu Kajumowa         | [ 13 ] |
| Niemcy    | Wakaba Higuchi          | Elizabet Tursynbajewa | Aleksandra Prokłowa   | [ 14 ] |
| Chorwacja | Marija Sotskowa         | Karen Chen            | Aleksandra Prokłowa   | [ 15 ] |
| Finał JGP | Jewgienija Miedwiediewa | Sierafima Sachanowicz | Wakaba Higuchi        | [ 16 ] |

### Pary sportowe
| Zawody    | 1. miejsce                         | 2. miejsce                                  | 3. miejsce                                  | Źr.                               |
| --------- | ---------------------------------- | ------------------------------------------- | ------------------------------------------- | --------------------------------- |
| Francja   | Konkurencja nie została rozegrana  | Konkurencja nie została rozegrana           | Konkurencja nie została rozegrana           | Konkurencja nie została rozegrana |
| Słowenia  | Konkurencja nie została rozegrana  | Konkurencja nie została rozegrana           | Konkurencja nie została rozegrana           | Konkurencja nie została rozegrana |
| Czechy    | Julianne Séguin / Charlie Bilodeau | Lina Fiodorowa / Maksim Miroszkin           | Kamiłła Gajnietdinowa / Siergiej Aleksiejew | [ 17 ]                            |
| Japonia   | Konkurencja nie została rozegrana  | Konkurencja nie została rozegrana           | Konkurencja nie została rozegrana           | Konkurencja nie została rozegrana |
| Estonia   | Marija Wygałowa / Jegor Zakrojew   | Kamiłła Gajnietdinowa / Siergiej Aleksiejew | Anastasija Gubanowa / Aleksiej Sincow       | [ 18 ]                            |
| Niemcy    | Julianne Séguin / Charlie Bilodeau | Lina Fiodorowa / Maksim Miroszkin           | Chelsea Liu / Brian Johnson                 | [ 19 ]                            |
| Chorwacja | Marija Wygałowa / Jegor Zakrojew   | Darja Bieklemiszczewa / Maksim Bobrow       | Renata Ohanesian / Mark Bardej              | [ 20 ]                            |
| Finał JGP | Julianne Séguin / Charlie Bilodeau | Lina Fiodorowa / Maksim Miroszkin           | Marija Wygałowa / Jegor Zakrojew            | [ 21 ]                            |

### Pary taneczne
| Zawody    | 1. miejsce                       | 2. miejsce                          | 3. miejsce                               | Źr.    |
| --------- | -------------------------------- | ----------------------------------- | ---------------------------------------- | ------ |
| Francja   | Ałła Łoboda / Pawieł Drozd       | Madeline Edwards / Zhao Kai Pang    | Anastasija Szpilewaja / Grigorij Smirnow | [ 22 ] |
| Słowenia  | Darja Morozowa / Michaił Żyrnow  | Brianna Delmaestro / Timothy Lum    | Holly Moore / Daniel Klaber              | [ 23 ] |
| Czechy    | Mackenzie Bent / Garrett MacKeen | Bietina Popowa / Jurij Własienko    | Lorraine McNamara / Quinn Carpenter      | [ 24 ] |
| Japonia   | Madeline Edwards / Zhao Kai Pang | Ałła Łoboda / Pawieł Drozd          | Rachel Parsons / Michael Parsons         | [ 25 ] |
| Estonia   | Anna Janowska / Siergiej Mozgow  | Mackenzie Bent / Garrett MacKeen    | Ołeksandra Nazarowa / Maksym Nikitin     | [ 26 ] |
| Niemcy    | Bietina Popowa / Jurij Własienko | Lorraine McNamara / Quinn Carpenter | Brianna Delmaestro / Timothy Lum         | [ 27 ] |
| Chorwacja | Anna Janowska / Siergiej Mozgow  | Rachel Parsons / Michael Parsons    | Carolina Moscheni / Ádám Lukács          | [ 28 ] |
| Finał JGP | Anna Janowska / Siergiej Mozgow  | Ałła Łoboda / Pawieł Drozd          | Bietina Popowa / Jurij Własienko         | [ 29 ] |

## Klasyfikacje punktowe
| Miejsce w zawodach | Liczba punktów                 | Liczba punktów |
| Miejsce w zawodach | Soliści Solistki Pary taneczne | Pary sportowe  |
| ------------------ | ------------------------------ | -------------- |
| 1.                 | 15                             | 15             |
| 2.                 | 13                             | 13             |
| 3.                 | 11                             | 11             |
| 4.                 | 9                              | 9              |
| 5.                 | 7                              | 7              |
| 6.                 | 5                              | 5              |
| 7.                 | 4                              | 4              |
| 8.                 | 3                              | 3              |
| 9.                 | 2                              | —              |
| 10.                | 1                              | —              |

Awans do finału Junior Grand Prix zdobywa 6 najlepszych zawodników/par w każdej z konkurencji.
| Poz.                                                  | Zawodnik                                              | Punkty                                                |
| Miejsca 1–6: kwalifikacja do Finału Junior Grand Prix | Miejsca 1–6: kwalifikacja do Finału Junior Grand Prix | Miejsca 1–6: kwalifikacja do Finału Junior Grand Prix |
| ----------------------------------------------------- | ----------------------------------------------------- | ----------------------------------------------------- |
| 1                                                     | Jin Boyang                                            | 30                                                    |
| 2                                                     | Shōma Uno                                             | 28                                                    |
| 3                                                     | Aleksandr Pietrow                                     | 28                                                    |
| 4                                                     | Lee June-hyoung                                       | 26                                                    |
| 5                                                     | Sōta Yamamoto                                         | 26                                                    |
| 6                                                     | Roman Sadovsky                                        | 24                                                    |
| Miejsca 7–9: rezerwa do Finału Junior Grand Prix      |                                                       |                                                       |
| 7                                                     | Zhang He                                              | 24                                                    |
| 8                                                     | Aleksandr Samarin                                     | 24                                                    |
| 9                                                     | Dmitrij Alijew                                        | 22                                                    |

| Poz.                                                  | Zawodniczka                                           | Punkty                                                |
| Miejsca 1–6: kwalifikacja do Finału Junior Grand Prix | Miejsca 1–6: kwalifikacja do Finału Junior Grand Prix | Miejsca 1–6: kwalifikacja do Finału Junior Grand Prix |
| ----------------------------------------------------- | ----------------------------------------------------- | ----------------------------------------------------- |
| 1                                                     | Sierafima Sachanowicz                                 | 30                                                    |
| 2                                                     | Jewgienija Miedwiediewa                               | 30                                                    |
| 3                                                     | Wakaba Higuchi                                        | 28                                                    |
| 4                                                     | Marija Sotskowa                                       | 28                                                    |
| 5                                                     | Yuka Nagai                                            | 26                                                    |
| 6                                                     | Miyu Nakashio                                         | 24                                                    |
| Miejsca 7–9: rezerwa do Finału Junior Grand Prix      |                                                       |                                                       |
| 7                                                     | Karen Chen                                            | 24                                                    |
| 8                                                     | Elizabet Tursynbajewa                                 | 24                                                    |
| 9                                                     | Rin Nitaya                                            | 22                                                    |

| Poz.                                                  | Zawodnicy                                             | Punkty                                                |
| Miejsca 1–6: kwalifikacja do Finału Junior Grand Prix | Miejsca 1–6: kwalifikacja do Finału Junior Grand Prix | Miejsca 1–6: kwalifikacja do Finału Junior Grand Prix |
| ----------------------------------------------------- | ----------------------------------------------------- | ----------------------------------------------------- |
| 1                                                     | Julianne Séguin / Charlie Bilodeau                    | 30                                                    |
| 2                                                     | Marija Wygałowa / Jegor Zakrojew                      | 30                                                    |
| 3                                                     | Lina Fiodorowa / Maksim Miroszkin                     | 26                                                    |
| 4                                                     | Kamiłła Gajnietdinowa / Siergiej Aleksiejew           | 24                                                    |
| 5                                                     | Darja Bieklemiszczewa / Maksim Bobrow                 | 22                                                    |
| 6                                                     | Chelsea Liu / Brian Johnson                           | 20                                                    |
| Miejsca 7–9: rezerwa do Finału Junior Grand Prix      |                                                       |                                                       |
| 7                                                     | Anastasija Gubanowa / Aleksiej Sincow                 | 20                                                    |
| 8                                                     | Renata Ohanesian / Mark Bardej                        | 18                                                    |
| 9                                                     | Ami Koga / Francis Boudreau-Audet                     | 14                                                    |

| Poz.                                                  | Zawodnicy                                             | Punkty                                                |
| Miejsca 1–6: kwalifikacja do Finału Junior Grand Prix | Miejsca 1–6: kwalifikacja do Finału Junior Grand Prix | Miejsca 1–6: kwalifikacja do Finału Junior Grand Prix |
| ----------------------------------------------------- | ----------------------------------------------------- | ----------------------------------------------------- |
| 1                                                     | Anna Janowska / Siergiej Mozgow                       | 30                                                    |
| 2                                                     | Mackenzie Bent / Garrett MacKeen                      | 28                                                    |
| 3                                                     | Bietina Popowa / Jurij Własienko                      | 28                                                    |
| 4                                                     | Ałła Łoboda / Pawieł Drozd                            | 28                                                    |
| 5                                                     | Madeline Edwards / Zhao Kai Pang                      | 28                                                    |
| 6                                                     | Darja Morozowa / Michaił Żyrnow                       | 24                                                    |
| Miejsca 7–9: rezerwa do Finału Junior Grand Prix      |                                                       |                                                       |
| 7                                                     | Rachel Parsons / Michael Parsons                      | 24                                                    |
| 8                                                     | Lorraine McNamara / Quinn Carpenter                   | 24                                                    |
| 9                                                     | Brianna Delmaestro / Timothy Lum                      | 24                                                    |